# El Sexto
Pour les articles homonymes, voir El Sexto (homonymie).
El Sexto (titre original : El Sexto) est le quatrième roman de l'écrivain et ethnologue péruvien José María Arguedas, paru en 1961.

## Résumé
L'arrivée du "Dépôt" à la prison "El Sexto" (Le Sixième), à Lima, en pleine nuit, est accompagnée de deux chants concurrents, La Marseillaise apriste (Marsellesa Aprista) et l'Internationale. L'auteur y a été incarcéré en juin 1937, pour huit mois, avant d'en être libéré pour appendicite.
Le second étage est réservé aux politiques, apristes (petits bourgeois), communistes (travailleurs, ouvriers et paysans) et sans parti, emprisonnés généralement pour leurs opinions ou interventions politiques. Ils sont globalement organisés. Un paradis dans cet enfer de la prison ? Nous, les politiques, nous avons une douche et des toilettes au deuxième étage. Ils s'affrontent à coup d'arguments autant que d'insinuations.
Le premier étage est réservé aux prisonniers de droit commune, et aux clochards, mouchards, indics. Tous les trafics sont possibles : coca, rhum, herbe, cartes, pichicata, nouveaux... 
Pour le reste, le colonel, le lieutenant, les gardes, le commissaire, le caporal, mais aussi le médecin.
Et la corruption, la crasse, la pestilence, le salpêtres, les crachats, les taches vertes de coca mâchée, les tumultes, le tapage, le chœur des clochards, les pleurnicheries, la prostitution, les punaises, les poux, l'acharnement contre les faibles, les paquetiers ou chasquis (courriers de l'Inca, serviteurs des caïds)...
La prison est présentée parfois comme une nécropole, un columbarium de cimetière, avec des scènes de cauchemar : Prométhée enchaîné multiplié par cent ou davantage, un peu comme cette scène de l'enfance de Gabriel, le défilé des condors captifs. Et ce rêve ou cet espoir du triomphe de l'homme péruvien qui a su se servir des éléments espagnols pour suivre sa propre voie (langue, traditions, musique, chants, danses, cordillère, sierra...), loin des idéologies occidentales.

## Personnages
- Gabriel, le narrateur, étudiant, employé des postes, sans parti, rêveur, petit bourgeois sentimental, d'un petit village vers Chalhuanca
- Les politiques :
  - Alejandro Camac, charpentier de mines, de Morococha, communiste, Indien, de la sierra
  - Juan Mok'ontullo, apriste, le muscle, d'Arequipa, très intuitif et peu intelligent, fanatique
  - Cordova
  - Torralba, communiste, de la côte
  - Pedro, leader ouvrier, passé par Moscou, ouvrier qualifié du textile, dirigeant professionnel
  - Prieto, leader apriste
  - Luis, faux jeton, apriste, mais surtout anti-communiste, anti-russe, corpulent, de taille moyenne, les yeux jaunes, de Cutervo
  - Freyre, étudiant de Puno, Indien, apriste
  - Ferrés, apriste, commerçant métis, ingénu, pragmatique
  - Fermin, cordonnier, communiste
  - Pacasmayo (Francisco Estremadoyro), apolitique, pérouanisateur de jeu d'échecs en mie de pain
  - Pion d'Échecs, modeleur de mie de pain
- Les droits communs
  - Rosita, pédé, voleur, brave, hermaphrodite
  - Estafilade, grand nègre avec des yeux d'âne, caïd
  - Osborno
  - Ascarbillo
  - Maravi, autre caïd
  - Le Piurano (de Piura), Don Policarpo Herrera, et son couteau pour venger Libio
  - Le Japonais, déchet humain
  - L'Asiatique
  - Le Futé
  - Patte de Chèvre
  - Le Pianiste
  - La Fleur
  - Le Sergent, ex-militaire
  - L'Ange, porteur de courrier, de journaux, de colis, de pain, jeune, grand, pâle et ingénu, originaire de Cajamarca
  - Libio Tasaico, 14 ans, de Pampachiri, dénoncé comme voleur par sa maîtresse

## Réception
Selon la préface, de la traductrice, l'accueil glacial de la critique locale s'accompagne d'un succès populaire durable. La traduction française, cinquante ans trop tard, reste forte : univers concentrationnaire, cette fiction autobiographique, témoignage saisissant de réalisme cru des conditions de vie et de détention dans la plus sinistre des prisons péruviennes. [...] Un classique de la littérature sud-américaine. 188 pages irritantes, douloureuses, bouleversantes,
.